# Tissa leiosperma
Tissa leiosperma là loài thực vật có hoa thuộc họ Cẩm chướng. Loài này được (Kindb.) A. Heller miêu tả khoa học đầu tiên năm 1910.